# National Society of Film Critics Award/Bester fremdsprachiger Film

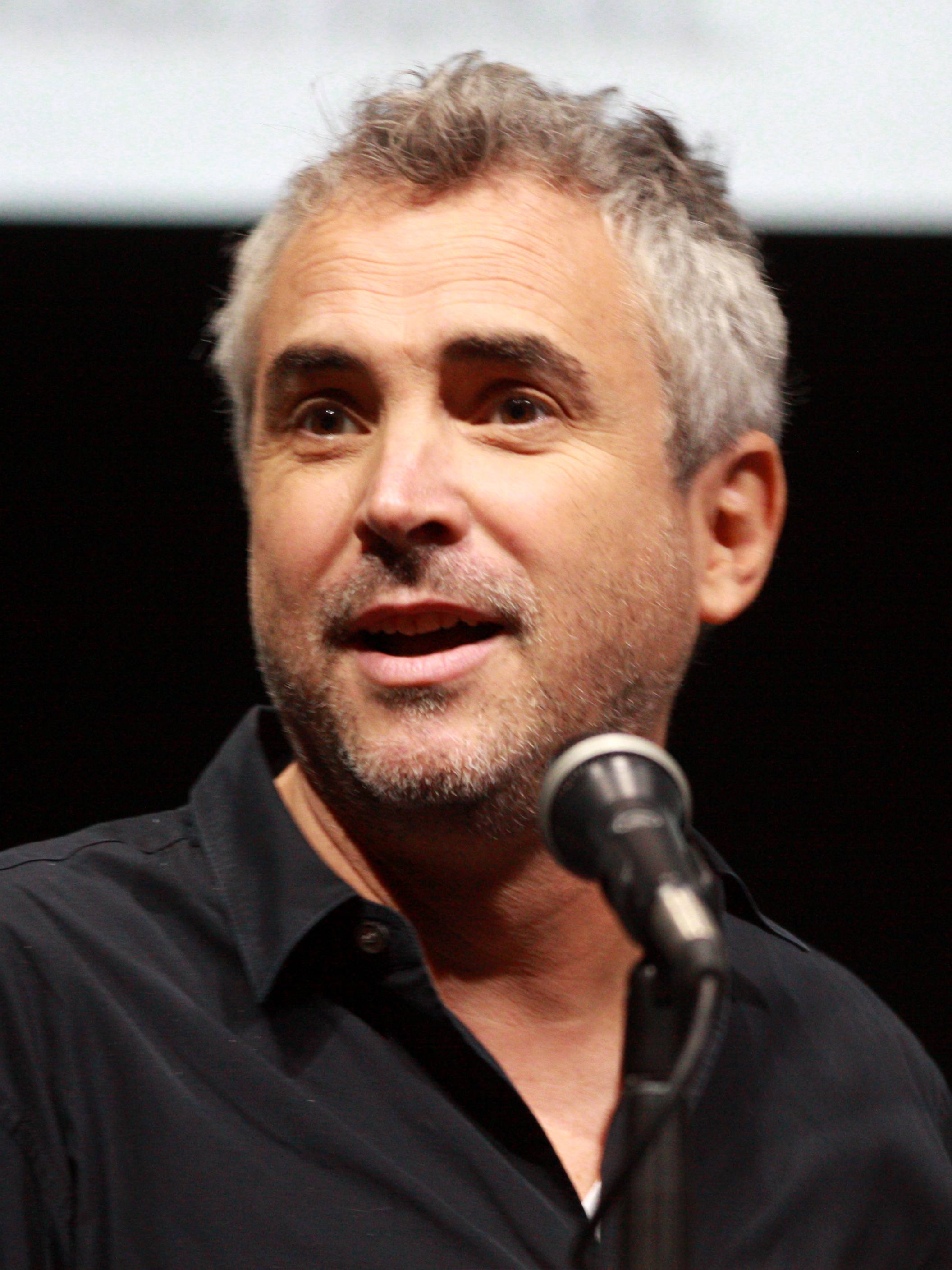
Alfonso Cuarón, Regisseur des Siegerfilms 2019

Gewinner des Preises der National Society of Film Critics in der Kategorie Bester fremdsprachiger Film (Best Foreign-Language Film). Die Auszeichnungen werden alljährlich Anfang Januar für die besten Filmproduktionen und Filmschaffenden des zurückliegenden Kalenderjahres präsentiert, sofern sich kein fremdsprachiger Film in der Kategorie Bester Film durchsetzen kann.
Am erfolgreichsten in dieser Kategorie waren der Franzose Olivier Assayas, der Finne Aki Kaurismäki, der Pole Krzysztof Kieślowski, der Chinese Zhang Yimou, der Rumäne Cristian Mungiu und der Mexikaner Alfonso Cuarón, die in der Vergangenheit je zweimal ausgezeichnet wurden. Viermal wurden bisher französische Filmproduktionen (inklusive Koproduktionen) prämiert, während sich 2006 und 2017 als bislang einzige deutsche Filme Gegen die Wand von Fatih Akin und Toni Erdmann von Maren Ade in die Siegerliste eintragen konnten.
Bei der letzten Preisvergabe im Jahr 2021 setzte sich der Dokumentarfilm Kollektiv – Korruption tötet (38 Punkte) gegen die Spielfilme Bacurau und Bohnenstange (je 36 Punkte) sowie Vitalina Varela (32 Punkte) durch.
| Jahr | Preisträger                                   | Deutscher Titel                   | Regie                             |
| 1991 | Ariel                                         | Ariel                             | Aki Kaurismäki                    |
| 1992 | La Double vie de Véronique                    | Die zwei Leben der Veronika       | Krzysztof Kieślowski              |
| 1993 | 大紅燈籠高高掛 (Dà hóngdēng lóng gāo gāo guà) | Rote Laterne                      | Zhang Yimou                       |
| 1994 | 秋菊打官司 (Qiū Jú dá guān si)                | Die Geschichte der Qiu Ju         | Zhang Yimou                       |
| 1995 | Trois couleurs: Rouge                         | Drei Farben: Rot                  | Krzysztof Kieślowski              |
| 1996 | Les roseaux sauvages                          | Wilde Herzen                      | André Téchiné                     |
| 1997 | La Cérémonie                                  | Biester                           | Claude Chabrol                    |
| 1998 | La Promesse                                   | Das Versprechen                   | Jean-Pierre Dardenne Luc Dardenne |
| 1999 | Preis nicht vergeben                          | Preis nicht vergeben              | Preis nicht vergeben              |
| 2000 | Conte d’automne                               | Herbstgeschichte                  | Éric Rohmer                       |
| 2001 | Preis nicht vergeben 1                        | Preis nicht vergeben 1            | Preis nicht vergeben 1            |
| 2002 | 花樣年華 (Huāyàng niánhuá)                    | In the Mood for Love              | Wong Kar-Wai                      |
| 2003 | Y tu mamá también                             | Y Tu Mamá También – Lust for Life | Alfonso Cuarón                    |
| 2004 | Mies vailla menneisyyttä                      | Der Mann ohne Vergangenheit       | Aki Kaurismäki                    |
| 2005 | Moolaadé                                      | Moolaadé – Bann der Hoffnung      | Ousmane Sembène                   |
| 2006 | Gegen die Wand                                | Gegen die Wand                    | Fatih Akin                        |
| 2007 | Preis nicht vergeben 2                        | Preis nicht vergeben 2            | Preis nicht vergeben 2            |
| 2008 | 4 luni, 3 săptămâni și 2 zile                 | 4 Monate, 3 Wochen und 2 Tage     | Cristian Mungiu                   |
| 2009 | Preis nicht vergeben 3                        | Preis nicht vergeben 3            | Preis nicht vergeben 3            |
| 2010 | L’heure d’été                                 | Ende eines Sommers                | Olivier Assayas                   |
| 2011 | Carlos                                        | Carlos – Der Schakal              | Olivier Assayas                   |
| 2012 | (Jodaeiye Nader az Simin) جدایی نادر از سیمین | Nader und Simin – Eine Trennung   | Asghar Farhadi                    |
| 2013 | Preis nicht vergeben 4                        | Preis nicht vergeben 4            | Preis nicht vergeben 4            |
| 2014 | La Vie d’Adèle – Chapitre 1 & 2               | Blau ist eine warme Farbe         | Abdellatif Kechiche               |
| 2015 | Preis nicht vergeben 5                        | Preis nicht vergeben 5            | Preis nicht vergeben 5            |
| 2016 | Timbuktu                                      | Timbuktu                          | Abderrahmane Sissako              |
| 2017 | Toni Erdmann                                  | Toni Erdmann                      | Maren Ade                         |
| 2018 | Bacalaureat                                   | nicht bekannt                     | Cristian Mungiu                   |
| 2019 | Roma                                          | Roma                              | Alfonso Cuarón                    |
| 2020 | Preis nicht vergeben 6                        | Preis nicht vergeben 6            | Preis nicht vergeben 6            |
| 2021 | Colectiv                                      | Kollektiv – Korruption tötet      | Alexander Nanau                   |
| 2022 | Preis nicht vergeben 7                        | Preis nicht vergeben 7            | Preis nicht vergeben 7            |